# Крстокуполна црква
Крстокуполна црква је архитектонски тип хришћанске православнe цркве који је настаo у Византији и у земљама хришћанског истока у 5-8 веку. Постао је доминантан у архитектури Византије од 9. века и прихватиле су га хришћанске земље православнe вероисповести као главни облик храма. У класичној верзији, то је правоугаони волумен, чији је центар подељен са четири колоне на девет ћелија. Таваница је у облику крста цилиндричног свода, а изнад централне ћелије, на опружним луковима, уздиже се куполасти бубањ. Такозвана Нова црква (Nea Moni) у царској палати у Константинопољу, свечано отворена 881. године, једна је од првих познатих великих цркава са куполама.

### Православне крстокуполне цркве
Наос крстокуполне цркве је квадратни простор са четири уметнута стуба који носе четири бачваста свода распоређена у облику грчког крста у централну куполу изнад њих. Технички предуслов за крстокуполну цркву је купола-пенденти. Привесци, сферни троуглови, омогућавају да округла купола буде подупрта квадратом од четири лука. Рани и у исто време најмонументалнији пример куполе је Аја Софија у Константинопољу (Истамбул), која сама по себи није крстокуполна црква. Док већина цркава на византијско-грчком подручју, као и цркве Апостолске јерменске и грузијске цркве имају само једну куполу, цркве у словенским земљама југоисточне и источне Европе често имају пет купола. Секундарне куполе се обично уздижу изнад угаоних просторија зграде. Саборни Храм Василија Блаженог у Москви има чак девет купола, при чему су веће бочне куполе на краковима крста, а мање на угловима. Изнутра је сала испод главне куполе и припрата опкољена бочним просторијама.
- Црква Свете Софије у Солуну са јаким разграничењем између споља и изнутра
- Црква Капникареја у Атини
- Успенска саборна црква у Москви
- Црква Успења Господњег у Владимиру
- Крстокуполна црква без припрате Католика ди Стило у Калабрији, под утицајем византијске владавине

Наос (лађа цркве), односно простору испод (главне) куполе према истоку, придружује се троделна припрата са једном или три апсиде, одвојеним храмом или иконостасом. Разграничење може бити између два источна стуба квадратне сале, чиме је простор заједнице краћи него што је шири, или на почетку источног крака крста. У сваком случају, простор иза иконостаса је резервисан за свештенике. Гледано из наоса, ови делови леже један поред другог. У средини је престо најсветији део храма, јер се у њему обављају свете службе и у симболичком смислу представља небо у коме Бог обитава. На олтару се сакрамент евхаристије врши током божанске литургије. У северном делу православне цркве налази се олтар. На њему свештеник чини проскомидију, припрема хлеб и вино за сакрамент еухаристије. У одређеном тренутку литургије хлеб и вино се преносе на престо. Југоисточни угао се зове Ђаконик је ормар, смештен јужно од светог престола, у којем се чувају иконе, одежде, књиге и други предмети који се користе током богослужења.
- Унутрашњост куполе Црква Свете Софије у Солуну
- Припрата Свете Софије Солунске
- Црква Капникареја у Атини (11. век)
- Црква Успења Господњег у Владимиру
- Успенска саборна црква и Патријаршијски дворац и Црква дванаесторице апостола Московски кремљ
- Ечмиадзинска катедрала. Цркве са конусним куполама су карактеристичне за Јерменију и Грузију

### Католичке крстокуполне цркве
Изван православља, повремено је усвајан Архитектонски стил крстокуполне цркве, али без строге функционалне класификације. Најпознатији пример је Црква Светог Марка у Венецији са својих пет купола. За разлику од већине православних грађевина, секундарне куполе се и овде уздижу изнад кракова крста. У овом контексту, треба поменути и велике цркве са куполама југозападне Француске (нпр. романичке Катедрала у Перигеу, Катедрала у Каору и Црква опатије Соуилац) или Базилика Сакре кер на брду Монмартр у Паризу, која је у традицији Католичке цркве.